# Leichtathletik-Weltmeisterschaften 2011/Teilnehmer (Sudan)
| Gelbes Symbol für Goldmedaillen mit stilisierten Olympischen Ringen | Graues Symbol für Silbermedaillen mit stilisierten Olympischen Ringen | Braundes Symbol für Bronzemedaillen mit stilisierten Olympischen Ringen |
| ------------------------------------------------------------------- | --------------------------------------------------------------------- | ----------------------------------------------------------------------- |
| —                                                                   | 1                                                                     | —                                                                       |

Der sudanesische Leichtathletik-Verband stellte bei den Leichtathletik-Weltmeisterschaften 2011 im koreanischen Daegu drei Teilnehmer.

## Ergebnisse

### Männer

#### Laufdisziplinen
| Athlet              | Disziplin | Vorlauf     | Vorlauf | Halbfinale    | Halbfinale    | Finale        | Finale        |
| Athlet              | Disziplin | Zeit        | Platz   | Zeit          | Platz         | Zeit          | Platz         |
| ------------------- | --------- | ----------- | ------- | ------------- | ------------- | ------------- | ------------- |
| Rabah Yousif        | 400 m     | 45,20 s     | 9       | 45,43 s       | 8             | ausgeschieden | ausgeschieden |
| Ismail Ahmed Ismail | 800 m     | 1:52,33 min | 39      | ausgeschieden | ausgeschieden | ausgeschieden | ausgeschieden |
| Abubaker Kaki       | 800 m     | 1:44,83 min | 1       | 1:44,62 min   | 4             | 1:44,41 min   | Silber        |